# Gara Meiser

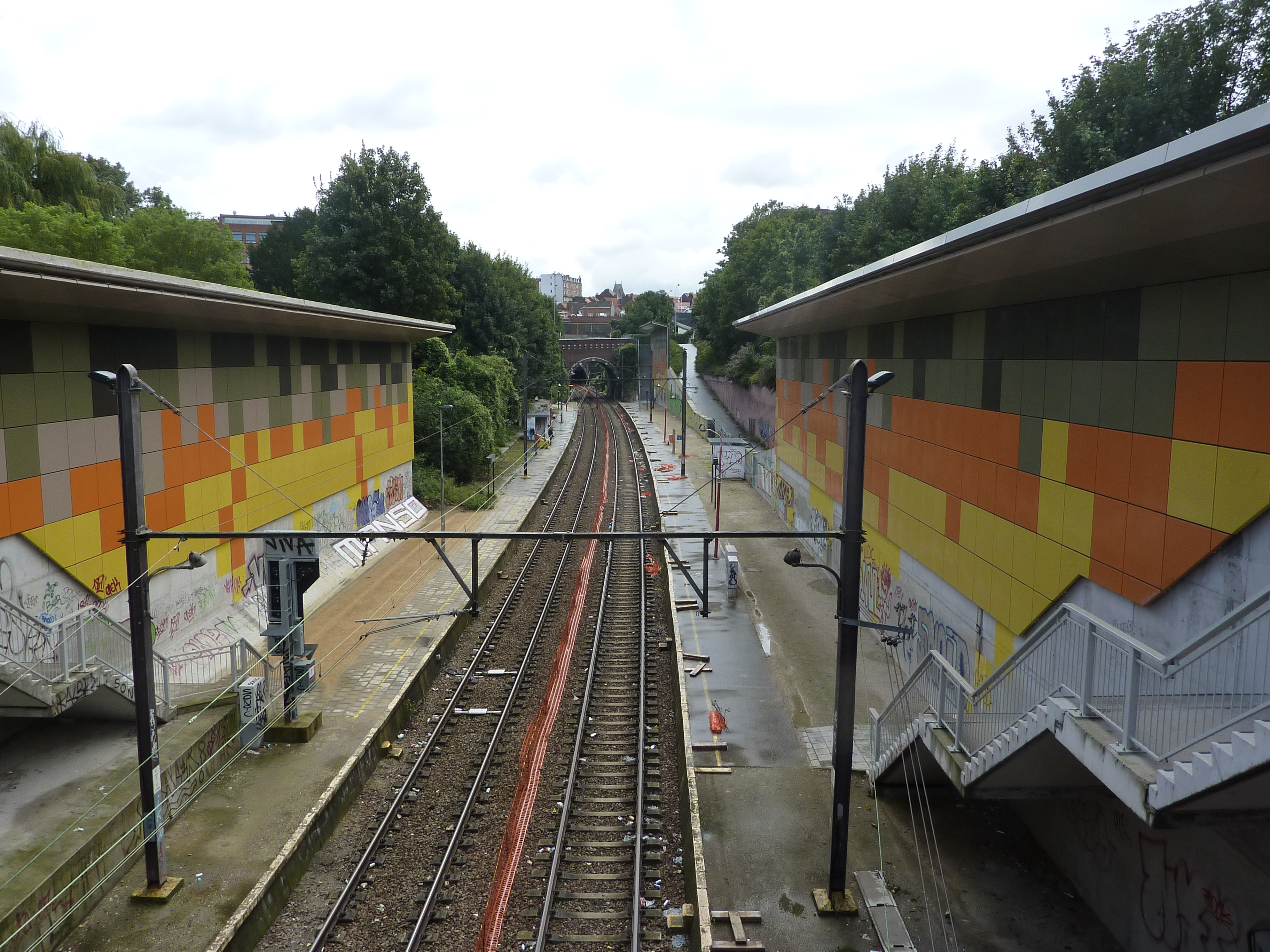
Gara din Meiser

Gara din Meiser (franceză Gare de Meiser, neerlandeză Station Meiser) este o gară situată în municipalitatea Schaerbeek, localizată în partea de nord-est a orașului Bruxelles. Gara este situată pe linia 26 a Infrabel.
În cadrul RER la Bruxelles, a fost realizată o legătură între linia 26 și linia 161 prin intermediul noului tunel Schuman-Josaphat. Tunelul permite conexiunea directă între Gara Meiser și Gara Bruxelles-Schuman.
1. 1 2 3   https://cdn.belgiantrain.be/-/media/files/pdf/train-s/map-train-s-bruxelles-fr-2022.ashx?la=fr?v=6b2be0e6ba7641cf9308358049201a5e&hash=1B589C34A5E246D4C5771D1F3712C5847C66F70B Lipsește sau este vid: |title= (ajutor)